# VPS52
VPS52‏ (VPS52, GARP complex subunit) هوَ بروتين يُشَفر بواسطة جين VPS52 في الإنسان.